# ضريح ميرزا ها
ضريح ميرزا ها (بالفارسية: آرامگاه میرزاها) هو ضريح تاريخي يعود إلى القرن السابع الهجري والقرن الثامن الهجري، ويقع في مقاطعة فردوس.